# 窨子梁唐墓
窨子梁唐墓，位于中华人民共和国宁夏回族自治区盐池县县城西北的窨子梁南坡，是由六座唐代墓葬组成的墓葬群。其中两座墓葬于20世纪60年代被当地村民发现，1984年文物普查时被考古人员发现，1985年开始发掘并发现其余4座墓葬。经考古人员确认，这六座墓葬均为平底墓道石室墓，根据其出土的墓志铭可以确定墓主人均为大月氏人，属于昭武九姓的何姓。在六号墓中，考古人员发现了两扇绘有胡旋舞的墓门，这在中华人民共和国境内是首次发现。2013年，窨子梁唐墓被列为全国重点文物保护单位。

## 发现
窨子梁因当地有古时开凿的窨子洞而得名，这些窨子洞相传是为了藏身而修建的地室或是地窖。20世纪60年代末，中华人民共和国北部开始大范围修建地道和防空洞，窨子梁一带的居民决定将山上的古窨子洞加工成防空洞，在施工的过程中发现了一座墓葬以及一条早年通向该墓的盗洞，工程被迫停工:113-114。1984年，窨子梁的墓葬在文物普查中被考古人员发现，同时被发现的还有另一座唐墓。1985年时考古人员对该唐墓展开发掘，并在该唐墓周围发现了另外4座墓葬，这些墓葬在随后根据规格和出土的墓志铭推断为盛唐前后的大月氏人的墓葬，属于昭武九姓中的何姓。在发掘过程中，考古人员在六号墓发现了刻绘有胡旋舞图案的墓门两扇，这在中华人民共和国境内属首次发现。1986年，窨子梁唐墓群被列为盐池县文物保护单位:114。2005年，窨子梁唐墓入列宁夏回族自治区文物保护单位。2013年，窨子梁唐墓被列为全国重点文物保护单位。

## 结构
窨子梁唐墓包括窨子梁南坡上的6座墓葬，均为平底墓道石室墓。在发掘活动中，考古人员将这六座墓葬自西向东依次编号为一号至六号。各墓葬的结构如下：
- 一号墓位于窨子梁西部，整体呈西南东北走向，墓道长26米，上口宽1.6米，底部宽1.5米，高差3.6米。门道呈方形，用石块封门。墓室高1.8米，平面呈方形，边长为2.65米，壁面凿出三角形、梯形等几何图形。墓室东西两侧各开有一座长方形小龛，均为平顶、平底，长1.65米、宽0.9米，高0.8米，龛内没有任何物品。墓室北部有一座石棺床，棺床上方安置有一口保存完好的木棺。棺内尸骨已基本腐烂成粉状，根据牙齿磨损程度估计为老年男性。
- 二号墓西距一号墓约10米，同为西南东北走向。墓道长16米，宽3.8米，高差3米。门道近似为方形，高0.84米，宽0.8米，进深0.4米。门道内侧有阶石，阶石前的门道上下各有一道凹槽，意思为原有墓门的痕迹。墓室平面呈长方形，东西长4.25米，南北长3.7米，高2.15米。墓室北部有一座石棺床，其上有腐烂的灌木和尸骨的痕迹。墓室在东西两侧各有两个长方形小龛，后壁正中也有一个小龛，长度在2.1至2.2米，宽1.1至1.2米，高0.9米至1.15米不等。后龛顶部有一个直达地表的盗洞，东侧前龛有一个直达三号墓的盗洞。
- 三号墓西邻二号墓，和二号墓走向相同。墓道长13米，上口宽3.9米，底宽3.6米，高差4.55米。门道近似方形。墓室呈长方形，东西长6.5米，南北长3.7米，高2.2米。壁面凿出整齐的矩形和三角形等图案。墓室中部有两根八边形石柱，石柱下方有近似方形的石柱础。墓室后方有石棺床。墓室后壁正中开龛，西壁前后开有两龛，东壁仅对称开有一座前龛。这4座龛形制基本相同。该墓也有被盗扰的痕迹。
- 四号墓位于三号墓东侧11.5米的位置，墓道长14米，宽1.65米，高差3.2米。门道被扒开一个盗洞。墓室高2米，平面略呈方形，边长3.4至3.5米。墓室北部有棺床，上方已经没有棺木的痕迹。墓室的东侧、西侧和北侧各有开龛，西侧和北侧各有一具尸骨，东侧至少有两具尸骨，所有的尸骨均腐朽凌乱，无法辨别年龄、葬式和性别。墓室顶部有一个盗洞。
- 五号墓位于四号墓东侧30米的位置，为西北东南走向。墓道长13.7米，高差2.25米，最宽处6米，最窄处1.75米。该墓在墓道底端东西两侧各开一个侧室，两座侧室形制相同，均为平顶，顶部有南北向的石梁，内部设有棺床。东侧室内尚存一具老年男性尸骨，上半身保存完好，下半身掉落在棺床下方。西侧室的尸骨已经被扰乱，死者可能为中年男性。墓室位于墓道底端正中，墓门呈长方形，北侧有一座石棺床，上方已无任何物品。东西两壁各开3个小门，门内为长方形耳室，耳室内有大量凌乱的人类骨骼。该墓也遭到了严重的盗扰。
- 六号墓位于五号墓东北15米的位置，走向与五号墓大致相同。墓道长26.1米，上口宽1.95米，底宽1.55米，高差3.4米。门道呈长方形，门外用石块封闭，石门扇保持原状，其上挂有铁索，每扇门上各刻绘有一位身着胡服、挥舞长巾的舞伎形象[b]，左侧石门上的舞伎侧身回头，左脚站立在圆毯上，右腿向后弯曲，左手略有上举，右手弯曲至头顶；右侧石门上的舞伎右脚站立在圆毯上，左腿向前伸出，双手在头上合拢。墓室略呈方形，长3.4米，宽3.5米，高1.85米。墓室北侧有棺床，棺床上没有棺木。东、西、北三侧均有开龛。北侧龛内有两具尸骨，分属一名老年男性和一名老年女性。北侧龛、东侧龛和墓室顶部均有盗洞。

## 出土文物
一号墓封门用的右侧石块内出土一尊小石鼎。二号墓的墓道填土内出土了一块画像石，以及在20世纪60年代被当地村民从三号墓中搬至二号墓的数件木俑和一块墓志铭。三号墓中出土了十余件木俑和两颗玻璃球。四号墓中出土一片灰陶和一片红陶。五号墓中出土有3枚开元通宝，1枚货泉，十余件木器或竹器残件以及一片灰陶。六号墓中出土了一只灰色陶罐。